# Georgij Lvovics Bruszilov
Georgij Lvovics Bruszilov (Nyikolajev, 1884. május 19. – 1914?) orosz tengerésztiszt, sarkutazó.

## Élete
Tengerésztisztként 1904–1905-ben részt vett a orosz–japán háborúban, 1910–1911-ben pedig a Tajmir és Vajgacs jégtörőkön egy hidrográfiai expedícióban a Csukcs- és a Kelet-szibériai-tengeren. 1912-ben indult el a Szent Anna nevű hajóval, hogy áthajózzon az Atlanti-óceántól a Csendes-óceánig az Északkeleti átjárón. Szeptember közepén elérték a Kara-tengert, a Jamal-félszigettől nyugatra az összetorlódott jég közé fagytak és elkezdtek sodródni észak felé. 1914 tavaszán tizenhárman elhagyták a hajót és megkísérelték gyalog elérni a szárazföldet. Mindössze ketten – Valerian Albanov és Alekszandr Konrad – érték el a Ferenc József-földet, ahol a Szedov-expedíció megmentette őket. A Bruszilov-expedíció további tagjainak sorsa mind a mai napig ismeretlen.